# Nikos Economopoulos
Nikos Economopoulos (en grec moderne : Νίκος Οικονομόπουλος), né en 1953 à Kalamáta, est un photographe grec.
Il est membre à part entière de l’agence Magnum Photos depuis 1994 et en est le seul membre grec avec Costa Manos (en). Grâce à cette collaboration il a la chance de photographier partout dans le monde en réussissant à être le plus important photo-reporteur et bien sûr parmi les plus prolifiques des photographes grecs.

## Œuvre
Les régions qu’il préfère documenter sont les pays balkaniques, où il photographie les minorités et leur vie. Les situations bouleversées de la décennie précédente à cette région sont aussi un sujet très bien photographié par Economopoulos.

## Expositions
2005, musée Benaki, Athènes

## Prix et récompenses
- 2001, Prix Ipektsi pour la paix et l'amitié entre Grecs et Turcs
- 1992, Mother Jones Award

## Galerie
- On the road

## Publications
- 2003, My Preveza, Metaixmio, Grèce
- 2002, Economopoulos, Photographe, Benaki Museum/Metaixmio
- 2001, About Children, Metaixmio
- 2000, Dance Ex Machina, Difono, Grèce
- 1998, Lignite Miners, Indiktos, Grèce
- 1995, In the Balkans, Abrams, USA/Libro, Grèce